# Cultivo de soja
La soja es una especie de la familia de las leguminosas (Fabaceae) cultivada por sus semillas, de medio contenido en aceite y alto de proteína. El grano de soja y sus subproductos se utilizan para la alimentación humana y de los diferentes tipos de ganado, etcétera.
. China es el principal consumidor de soja a nivel mundial destinándola a alimentación de pollos y cerdos.
Necesita temperaturas altas durante su período vegetativo con temperatura ambiente por encima de los 20 °C, el rendimento máximo se da con 30° ambiente, o sea en verano o salvo que se cuente con una nave climatizada.

## Escala de los principales estadios fenológicos
En el año 1977 Fehr y Caviness crearon una escala que clasificó los distintos estadios de crecimiento que atraviesa el cultivo de la soja. A cada estado le han asignado un número. La numeración de estado vegetativo se determina mediante el recuento de los nudos existentes por encima del tallo principal que tienen o han tenido hojas totalmente desarrolladas.
Se considera que una hoja ya esta totalmente desarrollada cuando los bordes de los foliolos de la hoja ubicada inmediatamente superior no se tocan. Las etapas reproductivas se basan en la floración, en el crecimiento de las vainas y semillas y en la madurez de las plantas. La designación de cada fase consiste en la letra R seguida de un número y una explicación resumida de cada estado.
Ve Emergencia : cotiledones sobre la superficie del terreno
Vc Cotiledonar: hojas unifoliadas suficientemente desenrolladas de forma que sus bordes o laterales no se tocan
V1 Primer Nudo: hojas totalmente desarrolladas en el nudo de las hojas unifoliadas
V2 Segundo Nudo: dos nudos sobre el tallo principal con hojas totalmente desarrolladas comenzando por el nudo de hojas unifoliadas
Vn N.º nudos: número de nudos sobre el tallo principal con hojas totalmente desarrolladas comenzando por el nudo de hojas unifoliadas.

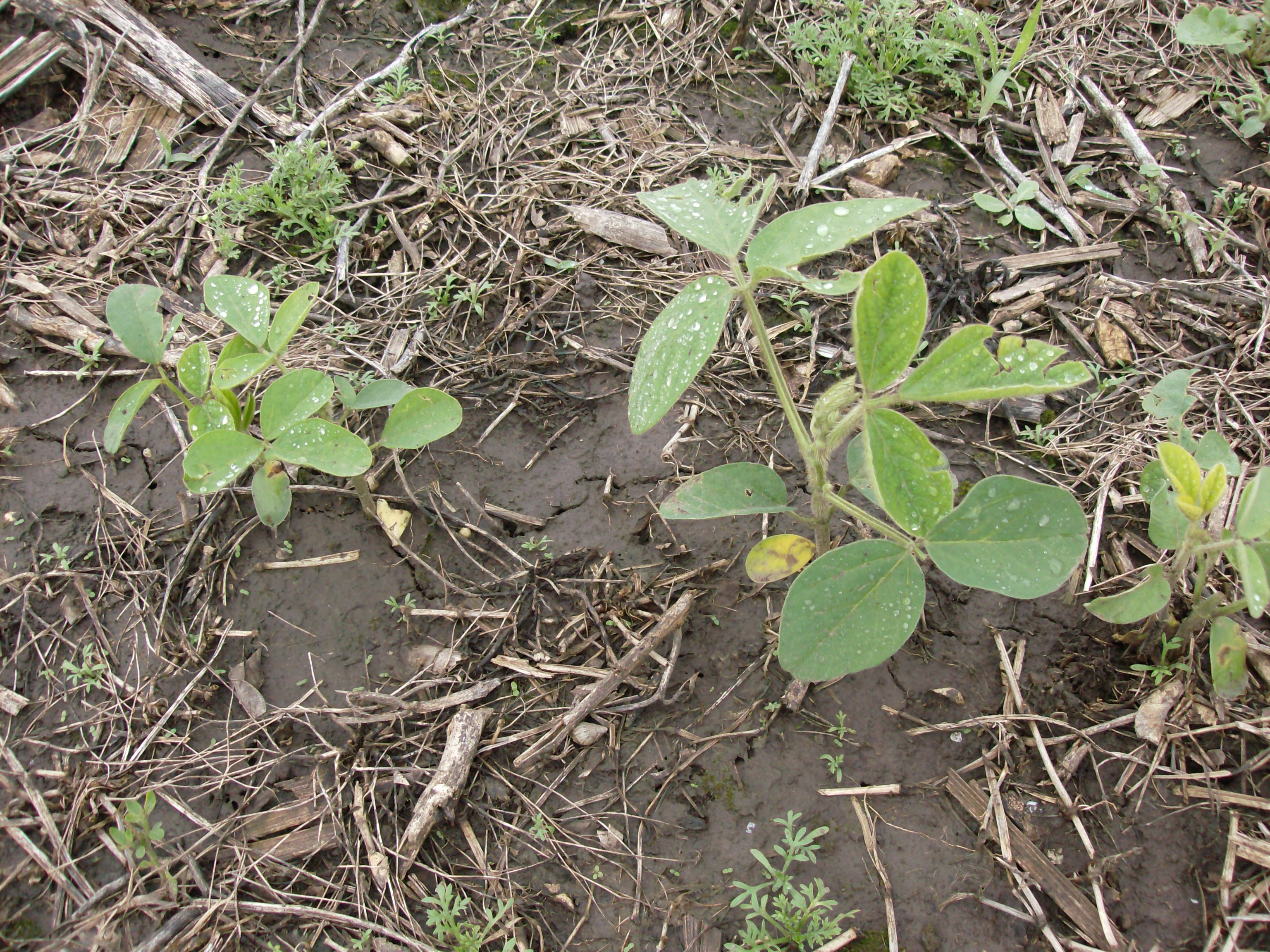
Plantas de Soja en V2 a V3

R 1 Comienzo de Floración: una flor abierta en algún nudo del tallo principal
R 2 Plena Floración: una flor abierta en uno de los nudos superiores del tallo principal con una hoja totalmente desarrollada.
R 3 Comienzo de Fructificación: vainas de 5 mm de largo en alguno de los cuatro nudos superiores del tallo principal con una hoja totalmente desarrollada
R 4 Plena Fructificación: vainas de 2 cm de largo en alguno de los cuatro nudos superiores del tallo principal con una hoja totalmente desarrollada
R 5 Comienzo de llenado de granos: granos de 3 mm de largo en una vaina en algunos de los cuatro nudos superiores del tallo principal con una hoja totalmente desarrollada.
R 6 Tamaño máximo de granos: las vainas tienen semillas verdes que llena completamente la cavidad del fruto, en algunos de los cuatro nudos superiores del tallo principal con hojas totalmente desarrolladas
R 7 Comienzo de Madurez: alguna vaina normal sobre el tallo principal ha alcanzado su color típico de madurez.
R 8 Madurez Comercial: 95 % de vainas con el color típico de madurez
Origen y difusión

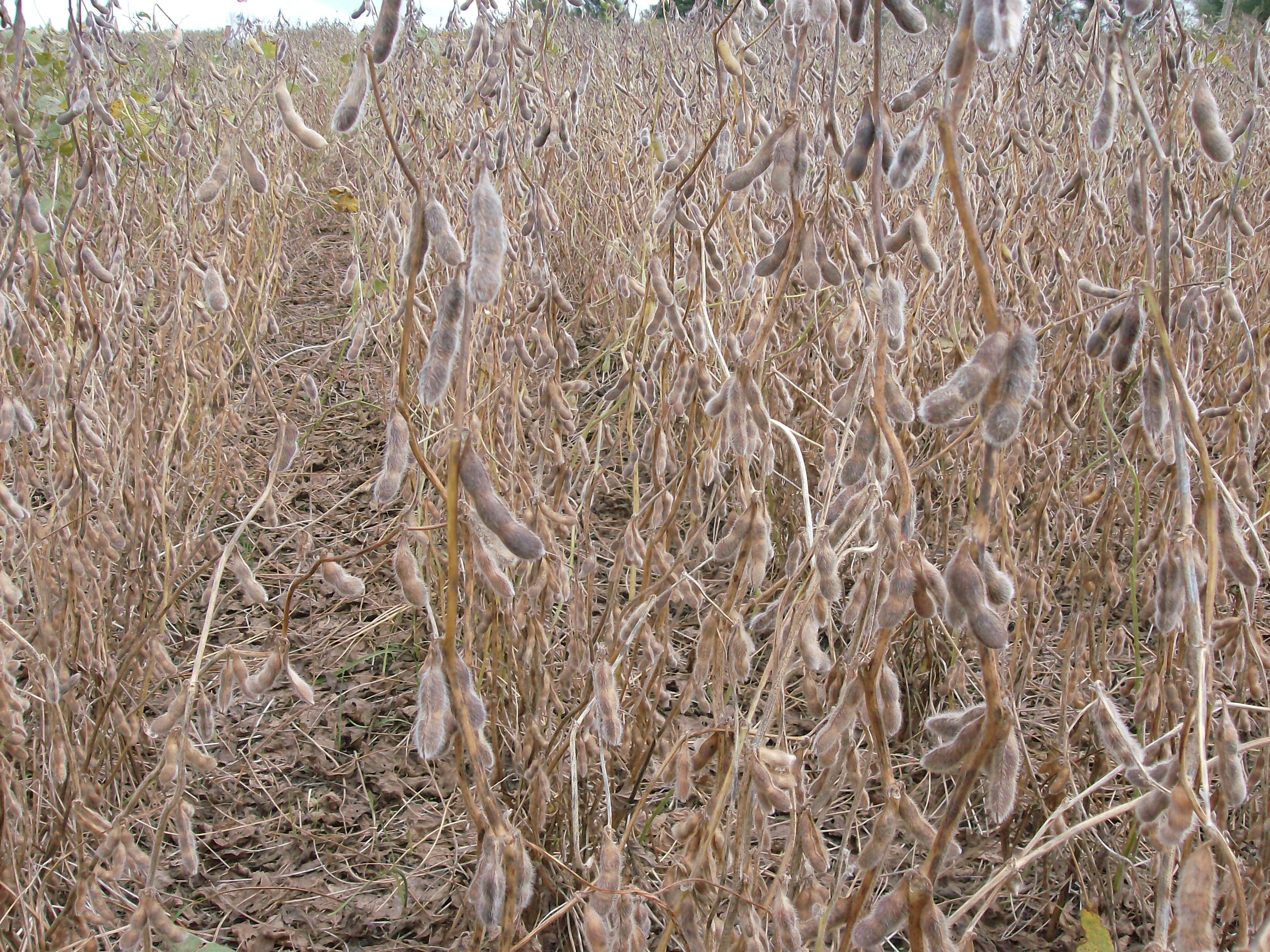
Plantas de Soja en R8

De origen asiático,  la soja cultivada es nativa del este asiático, probablemente originaria del norte y centro de China. Hacia el año 3000 AC los chinos ya consideraban a la soja como una de las cinco semillas sagradas. Su producción estuvo localizada en esa zona hasta después de la guerra chino-japonesa (1894-1895), época en que los japoneses comenzaron a importar tortas de aceite de soja para usarlas como fertilizantes. Es el alimento fuerte de los pueblos del oriente.
En la India se la promocionó a partir de 1935. Las primeras semillas plantadas en Europa provenían de China y su siembra se realizó en el Jardin des Plantes de París en 1740. Años más tarde (1765) se introdujo en América (Georgia, EE. UU.) desde China, vía Londres. Sin embargo, no fue hasta la década de los 40 cuando se produce la gran expansión del cultivo en ese país, liderando la producción mundial de soja a partir de 1954.  
En Japón se dice: "El que tiene soja, posee carne, leche y huevo". En Brasil fue introducida en 1882, pero su difusión se inició a principios del siglo XX y la producción comercial comenzó también en la década de los 40.  
Estados Unidos, Brasil, Paraguay  y Argentina son los países que lideran dicha producción en la actualidad.

## Siembra
En la parte sur la fecha de siembra oscila entre el mes de septiembre y el mes de enero. La fecha de siembra esta íntimamente relacionada al ambiente en donde se realiza el cultivo y el periodo de ocurrencia de lluvias.
La soja sembrada en el mes de diciembre en el hemisferio sur, toma el nombre de soja de segunda fecha de siembra. Se denomina de esa manera debido al retraso frente a la fecha óptima. Los cultivares sembrados en diciembre generalmente fueron precedidos por un cultivo de trigo el cual se cosecha pocos días antes de sembrar la soja.

### Soja de segunda fecha de siembra
Se denomina soja de segunda fecha de siembra a los cultivares de soja que son sembrados a partir del mes de diciembre en el Hemisferio Sur, generalmente precedidos por un cultivo invernal, en la mayoría de los casos por trigo.
Las razones de realizar la segunda siembra es que permite obtener dos cosechas en una misma unidad de superficie en un mismo año. Otra ventaja de realizar esta práctica es que permite incluir la rotación con trigo y reducir la inversión en agroqúimicos para el control de malezas. Los rastrojos del trigo que se cosecha en diciembre ralentizan la emergencia de malezas que van a competir con el cultivo de soja. También se reducen los gastos en fertilización, al aprovechar el abono que no fue utilizado por el cultivo de trigo.
Históricamente los cultivos de soja de segunda fecha de siembra poseen menor rendimiento que los cultivos de soja de primera. Esto se debe a que el desarrollo de un cultivo de soja está influenciado por la temperatura y el fotoperíodo (horas de luz por día). Al estar sembrado a comienzos del verano los días comienzan a tener menor cantidad de horas de luz lo que reduce el crecimiento final de la planta. Comparada con una soja de primera siembra los cultivares sembrados en diciembre son de menor tamaño y altura. Por dicha razón son sembrados a menor distancia entre surcos previendo un crecimiento menor por planta. Se siembran a 32 cm de distancia entre cada surco a diferencia de 52 cm de distancia para un cultivo de soja de primera fecha de siembra.
La cosecha de la soja de segunda fecha de siembra se da casi en simultáneo a la cosecha de la soja de primera. Al estar expuesto el cultivo a mayor temperatura media acelera su desarrollo adelantándose la fecha de cosecha. A pesar de haber sido sembrada 45 a 60 días después que la soja de primera es cosechada tan solo 15 a 20 días después. 

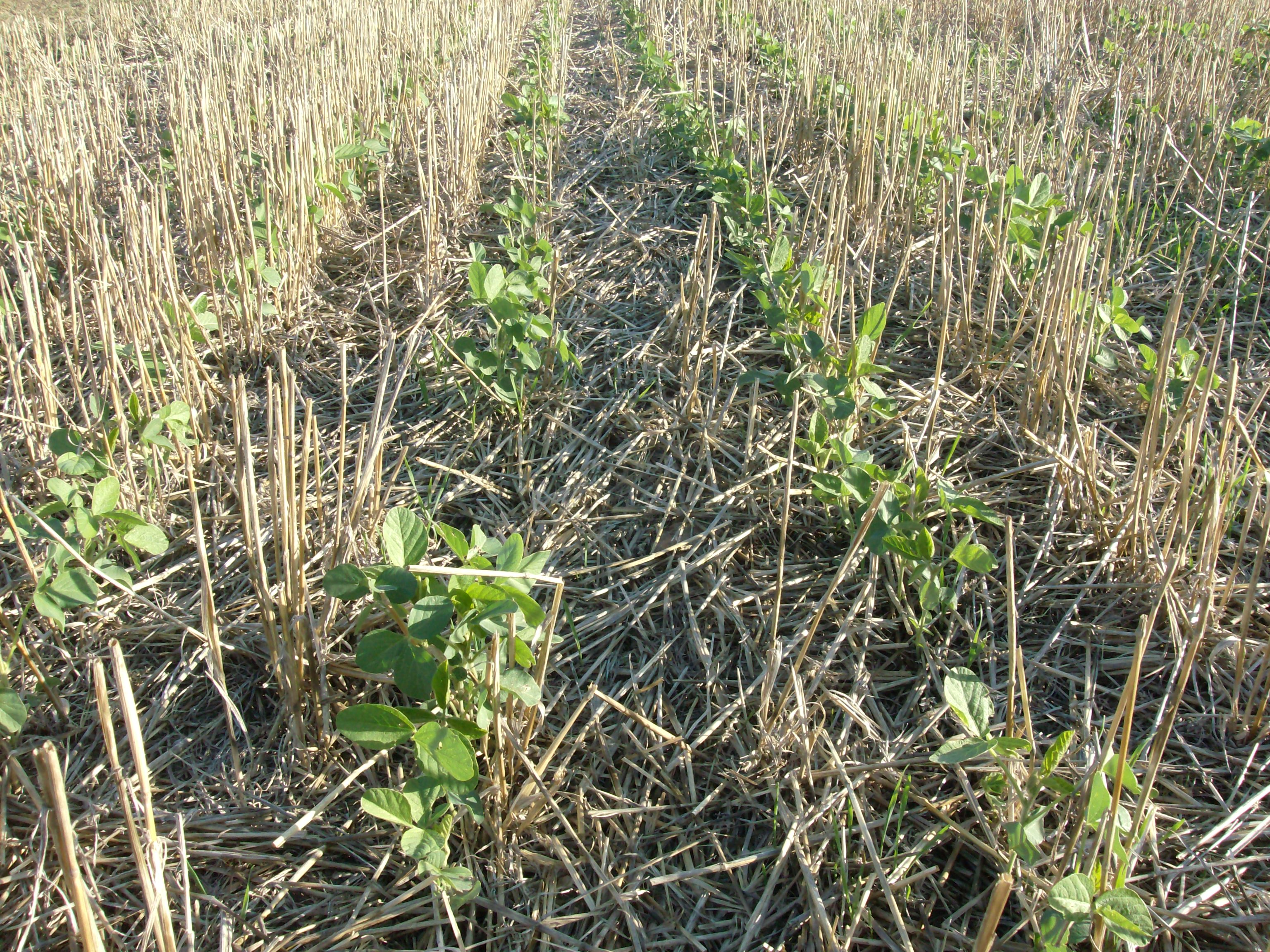
Plantas de Soja en V2 a V3 creciendo sobre Trigo

## Cosecha
La cosecha es durante los meses de marzo y mayo, normalmente mayo es el mes que presenta mayor actividad de cosecha.
En Argentina generalmente la actividad de cosecha comienza antes en la zona núcleo (Buenos Aires, sur de Santa Fe y sur de Córdoba cosechando de norte a sur de la misma) que en la zona norte (Salta, Jujuy, Tucumán, Chaco y Santiago del Estero) 
En Paraguay se cosechan en los departamentos de (Misiones, Itapua, Caazapa, Caaguazú) entre otros
Abstrayendo los factores tecnológicos, el rendimiento en la zona núcleo ronda los 40 qq por ha (4 tn por ha). Mientras que en la zona norte es más común que sea aproximadamente de unos 20 qq por ha.

## Grupos de Madurez
La soja es un cultivo que se ha expandido enormemente a lo largo del planeta. Se siembra en terrenos muy dispares. Por ejemplo tan solo en Sudamérica se siembra desde el centro de Argentina, Uruguay, Bolivia, Paraguay, Sur de Brasil y hasta en Colombia. La soja puede adaptarse a dicha diversidad de ambientes agroclimáticas gracias que existen los llamados grupos de madurez.
Los grupos de madurez es la forma de definir el tipo y velocidad de crecimiento que va a tener un cultivar de soja. Se definen en forma numérica desde el número 2 al número 8. A medida que aumenta el número, también aumentan el tiempo necesario para que dicho cultivar de soja crezca, desarrolle ramas, flores, llene los granos y este listo para cosechar.
Es decir, un cultivar de grupo de madurez 5 requiere más tiempo para su desarrollo que un cultivar de grupo de madurez 3,5. 
Los grupos de madurez no son algo estrictamente discreto, existen y se comercializan variedades con grupos de madurez 4,2 o 4,5 , 5,5 etc. 
La elección del grupo de madurez depende del ambiente en el cual se va a desarrollar el cultivo. Si estamos ubicado al centro de Argentina, donde disponemos de pocos días libres de heladas (la última helada tardía es en el mes de octubre y la primera helada temprana es en el mes de abril), vamos a requerir un cultivar que crezca y se desarrolle a una velocidad considerable para cosecharlo antes de las primeras heladas. Es por ello que en dichas zonas se usan grupos 3.
Si estamos en una zona con un período estival de mayor duración pero con probabilidades de deficiencias hídricas debido a que las lluvias son erráticas y menos frecuentes podemos optar por un cultivar grupo 6 o 7. Esto nos va a permitir darle más tiempo de crecimiento a la planta aumentando la posibilidad de que ocurran precipitaciones durante dicho período.

## Malezas
Las malezas históricamente fueron la principal limitante del desarrollo del cultivo de soja. Las malezas compiten por los recursos principalmente luz, agua, nutrientes y micronutrientes en los primeros estadios de crecimiento del cultivo y hasta R4 inclusive. El uso del herbicida glifosato, el cual al aplicarse mata y seca todas las malezas y no daña la soja permitió el gran desarrollo del cultivo en vastas áreas.
Una tradicional maleza que afecta los campos de Argentina es Sorgo de Alepo (Sorghum halepense), este comienza su crecimiento en septiembre, 2 meses antes de la siembra de la soja compitiendo por recursos y dificultando las labores de siembra. Para reducir significativamente su efecto se aplica glifosato.
A partir del año 2009/2010 una maleza de difícil control en cultivos de soja es la vulgarmente conocida como Rama negra. Dicha maleza ha demostrado poseer resistencia al herbicida glifosato siendo difícil su control. 

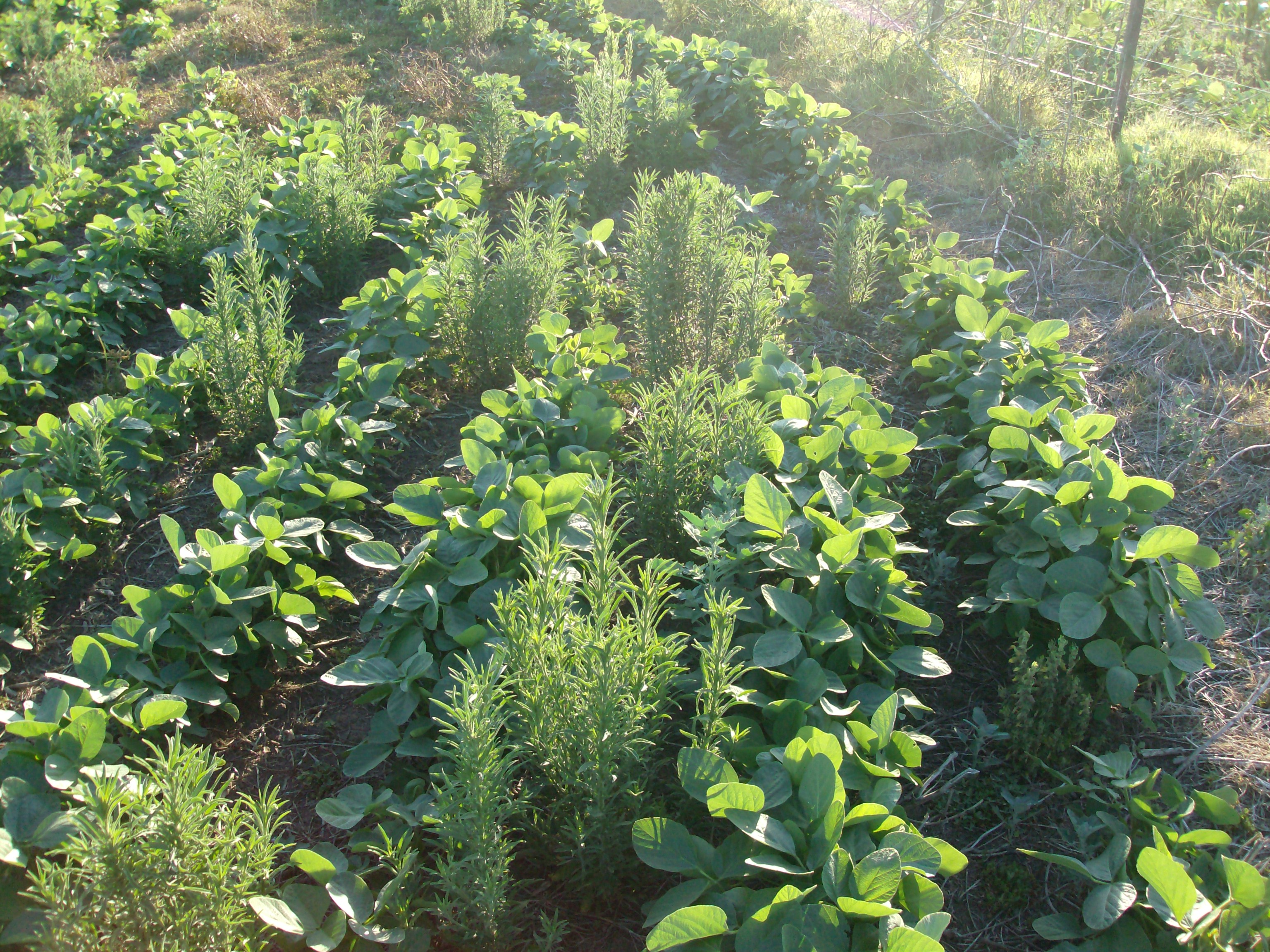
Maleza Rama Negra en Cultivo de Soja en Argentina

## Fertilización y nutrición nitrogenada en cultivos de soja
Es muy importante fertilizar los cultivos de soja para obtener mejores rendimientos agrícolas. El principal fertilizante utilizado en la producción de soja es el SPS, superfosfato simple. Este fertilizante también se denomina arrancador, porque se aplica en el momento en que se siembra la semilla de soja en el campo. El mismo aporta los requirimientos del cultivo en P (fósforo), S (azufre) y Ca (calcio). Las cantidades de aplicación del mismo oscilan entre 50 y 100 kg por ha*.
La alta demanda de nitrógeno de la soja [(Glycine max (L.) Merril], estimada en unos 80 kg tn-1 de grano producida, es mayoritariamente cubierta a partir del proceso de fijación biológica de N atmosférico (FBN) en la simbiosis entre la leguminosa y los rizobios (bacterias del perfil de suelo que fijan nitrógeno diazotrófico). El cultivo obtiene entre el 30 y el 94 % de sus requerimientos de N a partir de esta simbiosis (Hungría y Campo, 2004; Perticari, 2005, Collino et al. 2007). La inoculación con Bradyrhizobium japonicum (un rizobio) permite, en promedio, aumentos de rendimiento de entre 200 y 900 kg ha-1 en cultivos desarrollados en lotes con y sin historia sojera, respectivamente (Martínez Lalis, 1999; Hungría et al. 2006, Ferraris et al. 2006). Si bien la mayoría de los suelos cultivados con soja presentan poblaciones naturalizadas de rizobios, abundan los estudios que muestran aumentos de aproximadamente el 8 % en los rendimientos al inocular anualmente el cultivo (Hungría et al. 2006, Perticari 2005). 
El proceso de FBN ocurre en respuesta a relaciones fisiológicas reguladas por el cultivo por lo que se requiere de su óptimo manejo agronómico tal que la provisión de fotoasimilados no limite la correcta actividad nodular durante el período de llenado de granos. Entre los factores edáficos que interactúan con la eficiencia de la FBN, se encuentran las deficiencias nutricionales que afectan tanto al desarrollo del cultivo, como a la actividad de los rizobios.
El uso de fuentes nitrogenadas, si bien induce a un mejor crecimiento de la soja, afecta negativamente el proceso de FBN y no es una práctica recomendable en condiciones de buen manejo de la inoculación. Cuando hay suficiente disponibilidad de N en el suelo, la planta por razones de economía energética, privilegia la incorporación del nitrógeno edáfico por sobre el derivado de la atmósfera (Racca y Collino, 2005). Abundan los estudios que muestran los limitados efectos de la fertilización nitrogenada sobre la mejora del rendimiento del cultivo destacando la relevancia del proceso de FBN en el abastecimiento de N (Díaz-Zorita et al. 2002).
El P participa tanto sobre el crecimiento de las plantas como en el funcionamiento de los nódulos y la actividad de las bacterias en el proceso de FBN (Olivera et al., 2004) tanto por procesos directos (actividad nodular) e indirectos (crecimiento de la planta). En condiciones de baja oferta de P se limita la formación de nódulos (Date, 2000), la fijación del N disminuye (Sa e Israel, 1998) y la relación de biomasa nódulo: raíz también disminuye (Cassman, 1980). 
En estudios en condiciones de campo, se ha descripto que la fertilización fosfatada aumenta tanto el número de nódulos en soja (Díaz-Zorita et al., 1999; Colacelli et al., 2000) como su tamaño (Díaz-Zorita et al., 1999; Rubione et al., 2002). A partir de la evaluación de 26 sitios experimentales en la región pampeana argentina dónde se analizó la respuesta de soja a la inoculación con B.japonicum y su interacción con fertilización fosfatada se observó que ambas prácticas promovieron independientemente a una mayor nodulación principalmente sobre la raíz principal del cultivo. Además, en varios de los sitios se observó que los nódulos de los cultivos fertilizados de mayor diámetro, sugiriendo una iniciación temprana del proceso de nodulación comparada con los cultivos sin aplicación de P. 
En este mismo estudio se describieron diferentes respuestas en producción de granos según cultivos en sitios con o sin antecedentes de soja en rotación. En el primero de los casos (“lotes rotados”) tanto la fertilización con P como la inoculación con Bradyrhizobium japonicum aportaron positivamente a los rendimientos de los cultivos en forma independiente y aditiva, 380 kg ha-1 (p<0,03) y 224 kg ha-1 (p<0.001), respectivamente. En cambio, en suelos sin antecedentes del cultivo, la respuesta a la inoculación fue muy importante (1471 kg ha-1) mientras que la respuesta a la fertilización fue de menor magnitud y habría sido limitada en ausencia de FBN (inoculación). 
La FBN en simbiosis con rizobios responde a relaciones fisiológicas reguladas por el cultivo dónde las deficiencias nutricionales que afectan tanto al desarrollo del cultivo, como a la actividad de los rizobios. Se destacan los aportes directos e indirectos de la nutrición fosfatada sobre está observándose en condiciones extensivas de producción que la fertilización fosfatada aumenta tanto el número de nódulos en soja como su tamaño y en los rendimientos aditivos a la práctica de inoculación.
Los tratamientos biológicos permiten su integración con otras prácticas de producción y el desarrollo de prácticas de manejo ambiental mente seguras procurando maximizar la eficiencia productiva de cultivos.
- Díaz Zorita, Martín; Duarte, Gustavo A. (2004). «3».  En Martín Díaz Zorita, Gustavo A. Duarte, ed. Manual Práctico para la Producción de Soja. Hemisferio Sur. pp. 79 a 92. ISBN 950-504-578-6.

## Plagas de insectos

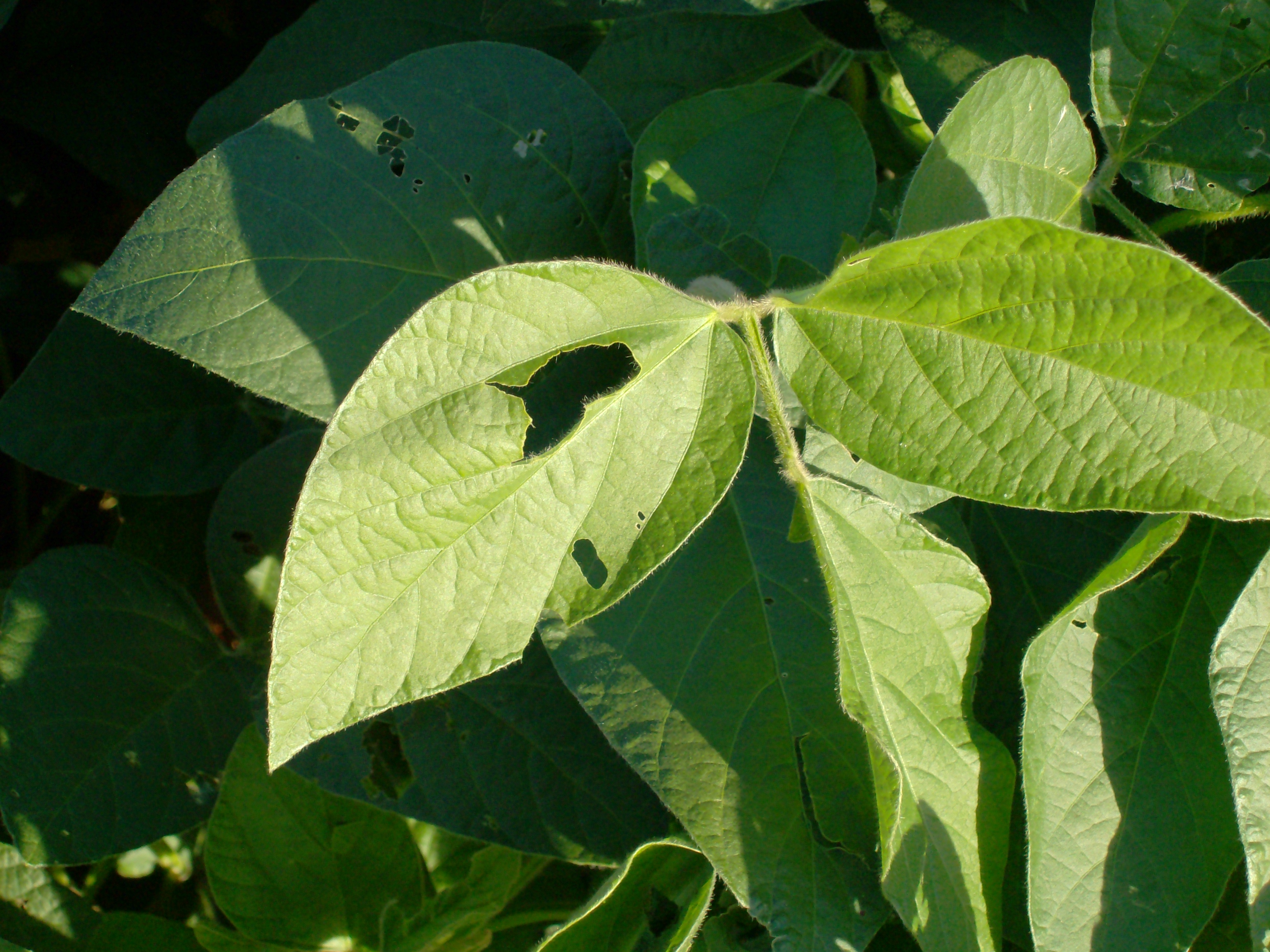
Hoja Dañada por Oruga Desfoliadora

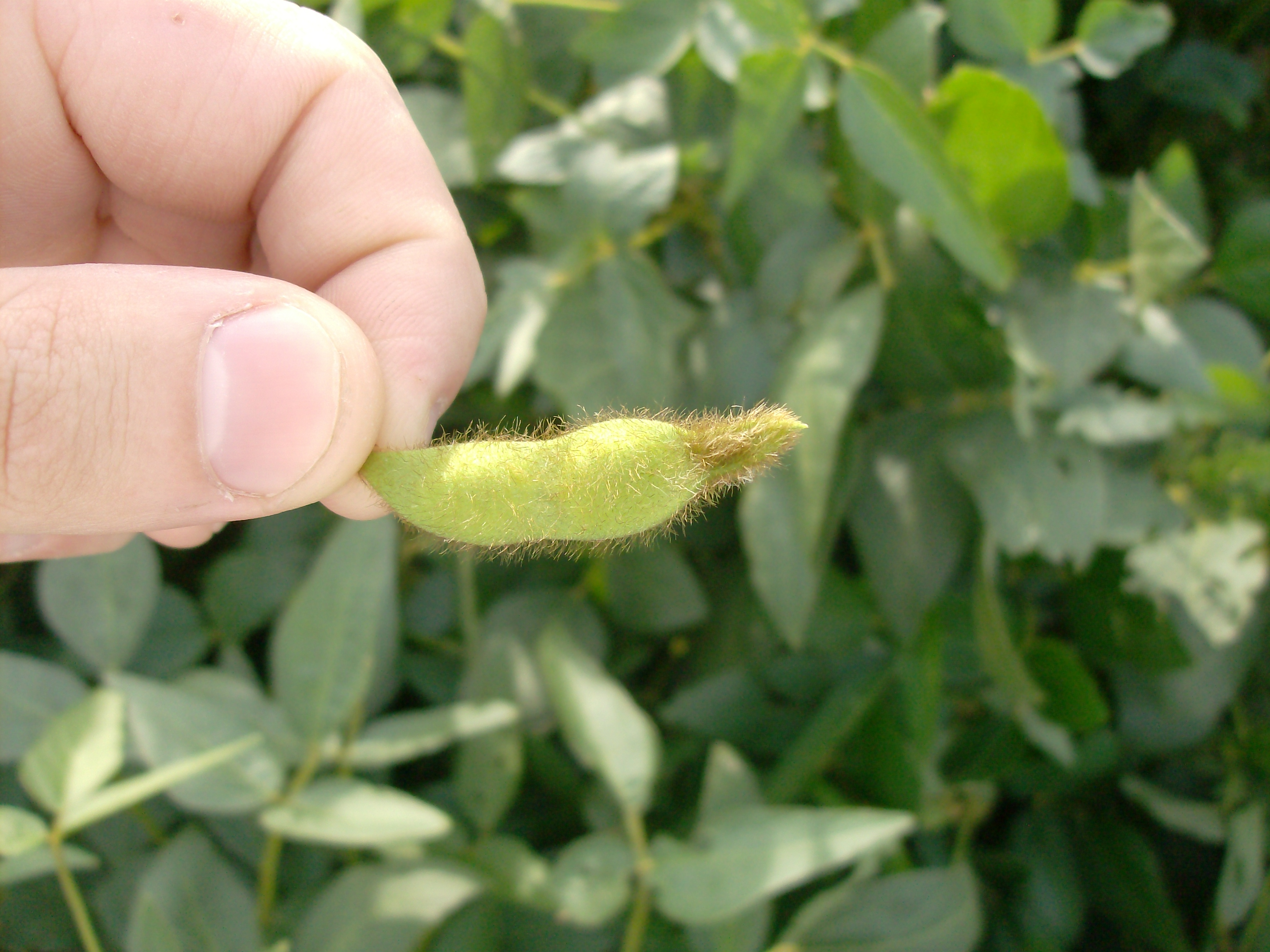
Vaina de soja dañada por Chinches

Existen distintos tipos de insectos que afectan el desarrollo del cultivo de Soja. Los tipos de insectos van variando a medida que cambia el estado fenológico del cultivo, es decir el crecimiento del cultivo. Cuando la soja se encuentra en estadios tempranos es susceptible al ataque en primer lugar de orugas cortadoras y luego de orugas o colepteros defoliadores. Los mismos se alimentan de tejidos de las hojas u otros órganos reduciendo el área por el cual la planta realiza la fotosíntesis o afectando el número final de nudos por tallo. A partir de R1 a R4 hasta R6 inclusive la soja es susceptible al ataque realizado por el complejo de Chinches. Se entiende por Complejo de Chinches a un conjuntod especies de Chinches que atacan al cultivo de Soja. Estas especies varían en el daño generado, color del insecto, tamaño, etc. El daño generado por las chinches consiste en alimentarse de las vainas dañando el grano formado o inhabilitando que se forme el mismo. Las chinches llegan incluso a realizar un agujero en la vaina en la posición donde debería estar el grano de la soja. La susceptibilidad del cultivo de Soja al daño de chinches es mayor en R4 y disminuye en los siguientes estadios hasta llegar a R7 donde es muy resistente. Esto se debe a que en estadios mayores de crecimiento los tallos y vainas son más fuertes y resistentes e impiden que la chinche los perfore y pueda alimentarse.

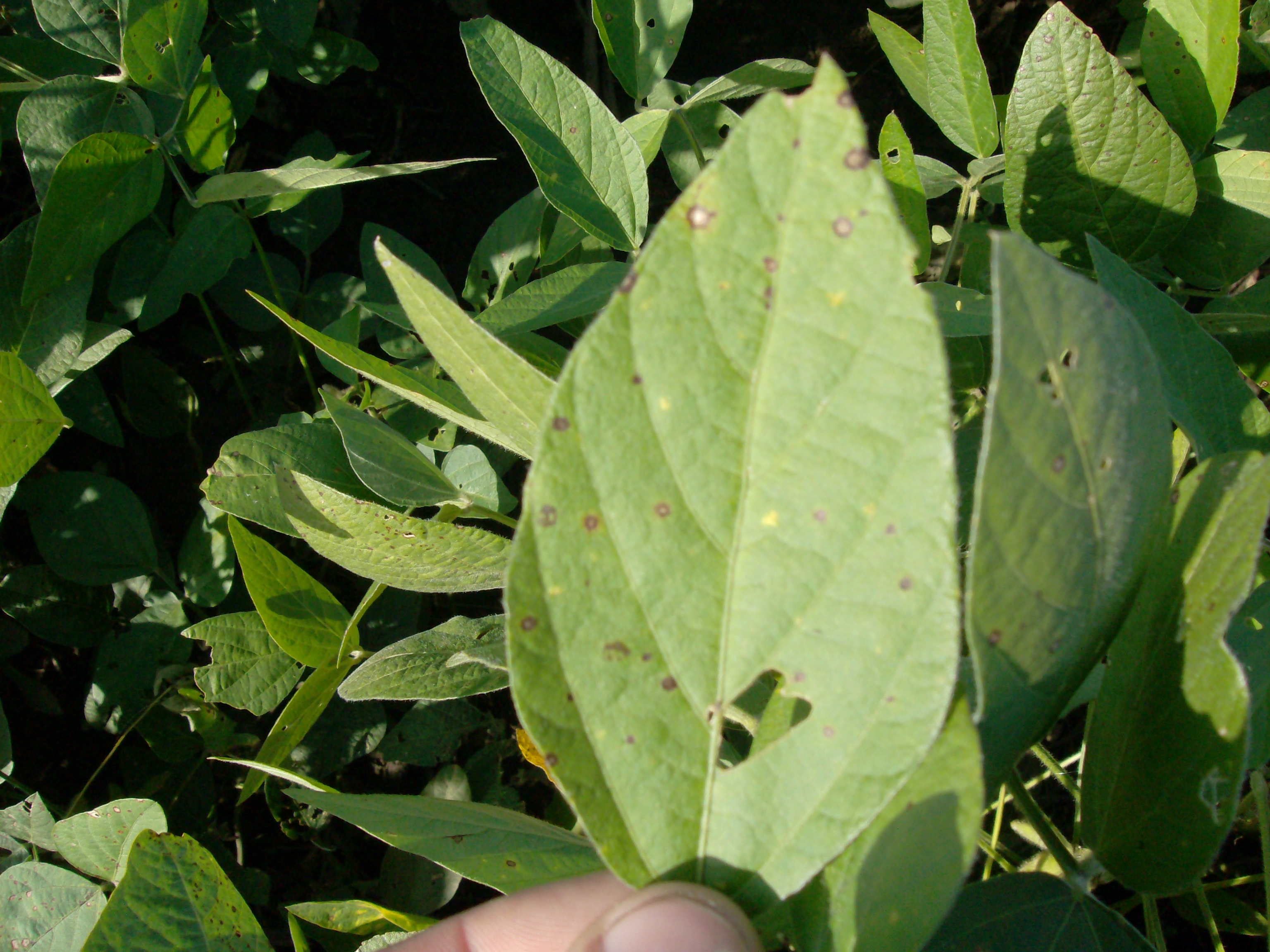
Hoja Dañada por MOR (Mancha Ojo de Rana).

## Enfermedades
Las principales enfermedades que afecta al cultivo de la Soja son las conocidas como Enfermedades de Fin de Ciclo (EFC), las mismas son un conjunto de enfermedades fúngicas que afecta a las hojas y tallos generando defoliación, es decir reduciendo el área disponible para la fotosíntesis, o afectando a la calidad de los granos.
Una enfermedad muy notoria es llamada Mancha de Ojo de Rana (MOR), y consiste en la generación de circunferencias muertas en las hojas. Esta mortandad va creciendo y aumentando hasta afectar toda la superficie de la hoja.
Otra enfermedad del grupo de las EFC se denomina Mancha Púrpura de la Semilla, y afecta a las hojas generando necrosis y defoliación, así como a la calidad del grano al frenar su crecimiento. Los granos afectados poseen una mancha en color púrpura, lo que da origen al nombre de la enfermedad.

## Rindes promedios
Los rindes promedios en cultivos de soja oscilan según el ambiente en que se implanten, régimen de lluvia, utilización o no de riego, etc.
En Argentina el promedio a nivel país del rinde de soja oscila alrededor de 2,6 t/ha; 1 ha son 10 mil metros cuadrados. Igualmente en Argentina hay campos que pueden llegar a rendir 6 t de soja.

## Producción mundial

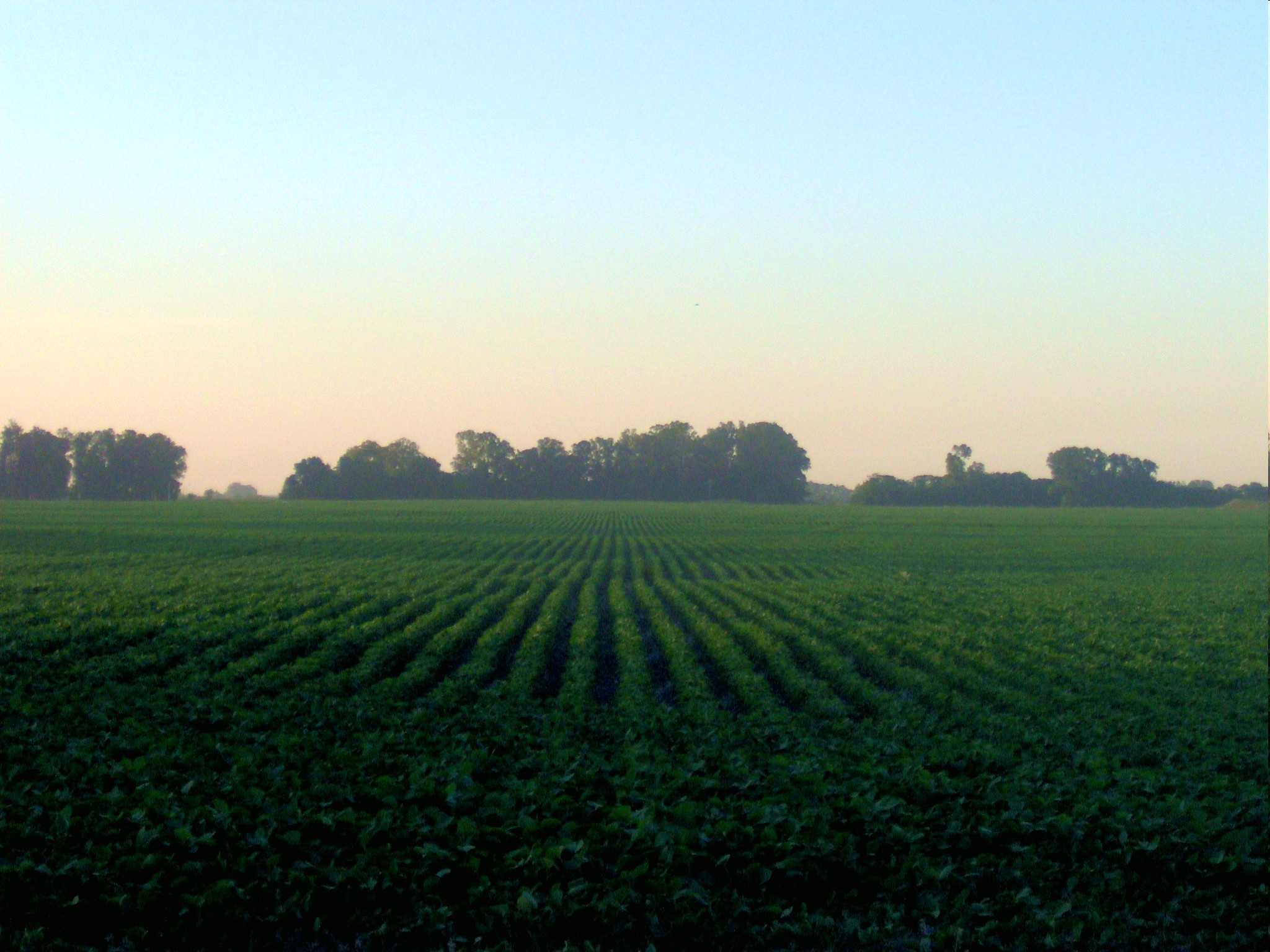
Sembrado de soja en Argentina

| Principales productores de soja (millones de toneladas) | Principales productores de soja (millones de toneladas) | Principales productores de soja (millones de toneladas) | Principales productores de soja (millones de toneladas) | Principales productores de soja (millones de toneladas) | Principales productores de soja (millones de toneladas) | Principales productores de soja (millones de toneladas) | Principales productores de soja (millones de toneladas) | Principales productores de soja (millones de toneladas) | Principales productores de soja (millones de toneladas) | Principales productores de soja (millones de toneladas) | Principales productores de soja (millones de toneladas) |
| ------------------------------------------------------- | ------------------------------------------------------- | ------------------------------------------------------- | ------------------------------------------------------- | ------------------------------------------------------- | ------------------------------------------------------- | ------------------------------------------------------- | ------------------------------------------------------- | ------------------------------------------------------- | ------------------------------------------------------- | ------------------------------------------------------- | ------------------------------------------------------- |
| País                                                    | 2005                                                    | 2006                                                    | 2007                                                    | 2008                                                    | 2009                                                    | 2010                                                    | 2011                                                    | 2012                                                    | 2013                                                    | 2014                                                    | 2015                                                    |
| Estados Unidos                                          | 83,5                                                    | 87                                                      | 72,9                                                    | 80,7                                                    | 91,4                                                    | 90,6                                                    | 84,2                                                    | 82,2                                                    | 91,4                                                    | 108,0                                                   | 106,8                                                   |
| Brasil                                                  | 51,2                                                    | 52,5                                                    | 57,9                                                    | 59,8                                                    | 57,3                                                    | 68,8                                                    | 74,8                                                    | 65,8                                                    | 81,7                                                    | 86,8                                                    | 96,2                                                    |
| Argentina                                               | 38,3                                                    | 40,5                                                    | 47,5                                                    | 46,2                                                    | 31                                                      | 52,7                                                    | 48,9                                                    | 40,1                                                    | 49,3                                                    | 53,4                                                    | 61,4                                                    |
| China                                                   | 16,4                                                    | 15,5                                                    | 12,7                                                    | 15,5                                                    | 15,0                                                    | 15,1                                                    | 14,5                                                    | 13                                                      | 12,0                                                    | 12,2                                                    | 12,1                                                    |
| India                                                   | 8,3                                                     | 8,9                                                     | 11,0                                                    | 9,9                                                     | 10,0                                                    | 12,7                                                    | 12,2                                                    | 14,7                                                    | 11,9                                                    | 10,5                                                    | 8,7                                                     |
| Paraguay                                                | 4,0                                                     | 3,8                                                     | 6,0                                                     | 6,3                                                     | 3,9                                                     | 7,5                                                     | 8,3                                                     | 4,3                                                     | 9,1                                                     | 10,0                                                    | 8,1                                                     |
| Canadá                                                  | 3,2                                                     | 3,5                                                     | 2,7                                                     | 3,3                                                     | 3,5                                                     | 4,3                                                     | 4,2                                                     | 5,1                                                     | 5,4                                                     | 6,0                                                     | 6,0                                                     |
| Bolivia                                                 | 1,7                                                     | 1,6                                                     | 1,6                                                     | 1,3                                                     | 1,9                                                     | 1,7                                                     | 1,9                                                     | 2,7                                                     | 3                                                       | 3,3                                                     |                                                         |
| Ucrania                                                 | 0,6                                                     | 0,9                                                     | 0,7                                                     | 0,8                                                     | 1,0                                                     | 1,7                                                     | 2,3                                                     | 2,4                                                     | 2,8                                                     | 3,9                                                     |                                                         |
| Uruguay                                                 | 0,5                                                     | 0,7                                                     | 0,8                                                     | 0,8                                                     | 1,2                                                     | 1,8                                                     | 1,5                                                     | 2,1                                                     | 2,8                                                     | 3,2                                                     |                                                         |
| Rusia                                                   | 0,7                                                     | 0,8                                                     | 0,7                                                     | 0,7                                                     | 0,9                                                     | 1,2                                                     | 1,8                                                     | 1,8                                                     | 1,6                                                     | 2,6                                                     |                                                         |
| Total mundial                                           | 214,6                                                   | 222,0                                                   | 219,7                                                   | 231,3                                                   | 223,4                                                   | 264,9                                                   | 261,6                                                   | 241,6                                                   | 278,1                                                   | 308,4                                                   |                                                         |
| Fuente: FAO                                             |                                                         |                                                         |                                                         |                                                         |                                                         |                                                         |                                                         |                                                         |                                                         |                                                         |                                                         |